# Edelgave (Smørum Sogn)
Edelgave er en herregård ved Grønsø Å, cirka 1½ km sydvest for Smørumovre i Egedal Kommune.
Hovedbygningen er opført 1782-91 af Andreas Kirkerup og er fredet.
750 m syd for gården findes gravhøjen Gyngehøj.